# César Rodríguez
César López Rodríguez (León, 6 de julio de 1920 - Barcelona, 1 de marzo de 1995) fue un futbolista español de los años 40 y 50  considerado como uno de los mejores jugadores de la historia del fútbol español. 
Destacó especialmente como jugador del Fútbol Club Barcelona , donde jugó como delantero centro durante 13 temporadas, entre los años 1942-55, en las que marcó un total de 230 goles en 350 partidos (190 en liga, 36 en Copa de España, 3 en la Copa Latina y 1 en la Copa Eva Duarte).
Estas cifras lo convirtieron en el máximo goleador del Barça en toda su historia en encuentros oficiales hasta el 17 de marzo de 2012, cuando Lionel Messi superó su marca. Es asimismo el séptimo goleador histórico de la Liga, y el vigesimocuarto jugador que más veces ha vestido la camiseta azulgrana, con un total de 350 partidos oficiales. 
Delantero de técnica, destacaba por su rapidez, su habilidad para chutar con ambos pies y su olfato goleador —que lo distinguieron como uno de los mejores goleadores españoles de todos los tiempos—, y por su poderoso remate de cabeza.

## Biografía
Nacido en León de orígenes matricios de Noceda del Bierzo, fue fichado por el Club de Fútbol Barcelona a finales de 1939, una vez acabada la guerra civil española, a su club de origen, el Frente de Juventudes de León. Casi inmediatamente, tras jugar unos pocos partidos amistosos del Trofeo Ciutat de Barcelona —competición amistosa que sustituyó al Campeonato Regional de Cataluña—, fue cedido al C. S. Sabadell F. C. Sin embargo, en 1940 tuvo que cumplir el servicio militar obligatorio en Granada, y fue cedido por el Barcelona al club de la ciudad de La Alhambra durante dos temporadas. César llevó al Granada Club de Fútbol a proclamarse campeón de la Segunda División Española y a ascender a Primera por primera vez en su historia.
Una vez de regreso a Barcelona, en 1942, se convirtió en el delantero centro titular durante 13 temporadas consecutivas, colaborando con sus doscientos treinta goles a que el club ganase cinco Ligas, tres Copas de España, tres Copas Eva Duarte y dos Copas Latinas.  
Fue además una pieza fundamental del equipo de 1949 y del primer título internacional oficial de la historia del club.
En la temporada 1948-49 anotó 28 goles, con los que ganó el trofeo «pichichi» al máximo goleador del campeonato.
Abandonó el club catalán en 1956 y regresó a su ciudad natal para jugar en la Cultural y Deportiva Leonesa. Posteriormente jugó en el Perpignan Football Club francés y acabó su carrera profesional como jugador-entrenador en el Elche Club de Fútbol. Fue su primera experiencia como director técnico, carrera que desarrolló hasta 1976, y entre los que estuvo nuevamente el C. F. Barcelona en 1963-64 y principios de la 1964-65 con un total de 85 encuentros.
En marzo de 2012, el argentino Lionel Messi batió su récord como máximo goleador histórico del F. C. Barcelona en partidos oficiales.
En 1980 el cantautor Joan Manuel Serrat incluye en el disco Tal com raja la canción Temps era temps, en cuyo estribillo aparece la legendaria delantera del entonces Club de Fútbol Barcelona formada por Estanislao Basora, César, Ladislao Kubala, Tomás Moreno y Eduardo Manchón conocida como el «equipo de las cinco copas» (1951-52) donde los barcelonistas ganaron la Liga, la Copa de España, la Copa Eva Duarte, la Copa Latina y la Copa Martini&Rossi.

## Selección española
Disputó un total de 12 partidos con la selección entre 1945 y 1952, en los que marcó seis goles. Jugó cuatro veces contra Portugal, tres contra Irlanda, y una contra Alemania, Italia, Bélgica, Suiza y Turquía. El balance fue de cinco partidos ganados, tres empatados, y cuatro perdidos.

## Estadísticas

### Clubes
Datos actualizados a fin de carrera deportiva. Resaltadas temporadas en calidad de cesión.
Se incorporó al C. F. Barcelona a finales de 1939, club con el que disputó varios partidos del Campeonato de Cataluña 1938-39, que fueron declarados como amistosos debido a la guerra civil española que acontecía en el país y por la que el torneo, denominado como Trofeo de la Ciutat de Barcelona, se suspendió a la mitad del mismo y declarado así como amistoso. Algunos registros cuentan estos partidos como oficiales. En las temporadas 1958-59 y 1959-60 actuó como jugador-entrenador del Elche Club de Fútbol.
| Frente de Juventudes de León | 1936-39               | Reg.?                 | ?    | ?    | -  | -  | Inexistentes | Inexistentes | ?    | ?    | ?    |
| C. S. Sabadell F. C. | 1939-40               | 2.ª                   | 14   | 3    | -  | -  | Inexistentes | Inexistentes | 14   | 3    | 0.21 |
| Granada C. F. | 1940-41               | 2.ª                   | -    | -    | 6  | 1  | Inexistentes | Inexistentes | 6    | 1    | 0.17 |
| Granada C. F. | 1941-42               | 1.ª                   | 24   | 23   | 5  | 3  | Inexistentes | Inexistentes | 29   | 26   | 0.90 |
| Total Granada C. F. | Total Granada C. F.   | Total Granada C. F.   | 24   | 23   | 11 | 4  | 0            | 0            | 35   | 27   | 0.77 |
| C. F. Barcelona | 1942-43               | 1.ª                   | 23   | 13   | 8  | 3  | Inexistentes | Inexistentes | 31   | 16   | 0.52 |
| C. F. Barcelona | 1943-44               | 1.ª                   | 26   | 12   | 4  | 1  | Inexistentes | Inexistentes | 30   | 13   | 0.43 |
| C. F. Barcelona | 1944-45               | 1.ª                   | 24   | 15   | 4  | 6  | Inexistentes | Inexistentes | 28   | 21   | 0.75 |
| C. F. Barcelona | 1945-46               | 1.ª                   | 26   | 12   | 2  | -  | Inexistentes | Inexistentes | 28   | 12   | 0.43 |
| C. F. Barcelona | 1946-47               | 1.ª                   | 25   | 9    | 4  | 3  | Inexistentes | Inexistentes | 29   | 12   | 0.41 |
| C. F. Barcelona | 1947-48               | 1.ª                   | 19   | 19   | 2  | -  | Inexistentes | Inexistentes | 21   | 19   | 0.90 |
| C. F. Barcelona | 1948-49               | 1.ª                   | 24   | 28   | 5  | 3  | 2            | 2            | 31   | 33   | 1.06 |
| C. F. Barcelona | 1949-50               | 1.ª                   | 23   | 17   | 2  | 3  | -            | -            | 25   | 20   | 0.80 |
| C. F. Barcelona | 1950-51               | 1.ª                   | 27   | 29   | 7  | 4  | -            | -            | 34   | 33   | 0.97 |
| C. F. Barcelona | 1951-52               | 1.ª                   | 24   | 21   | 8  | 5  | 2            | 1            | 34   | 27   | 0.79 |
| C. F. Barcelona | 1952-53               | 1.ª                   | 27   | 13   | 5  | 4  | -            | -            | 32   | 17   | 0.53 |
| C. F. Barcelona | 1953-54               | 1.ª                   | 15   | 2    | 7  | 5  | -            | -            | 22   | 7    | 0.32 |
| C. F. Barcelona | 1954-55               | 1.ª                   | 4    | -    | 1  | -  | -            | -            | 5    | 0    | 0    |
| Total C. F. Barcelona | Total C. F. Barcelona | Total C. F. Barcelona | 287  | 190  | 59 | 37 | 4            | 3            | 350  | 230  | 0.66 |
| C. D. España Industrial | 1954-55               | 2.ª                   | 9    | 8    | -  | -  | -            | -            | 9    | 8    | 0.89 |
| Cultural Leonesa | 1955-56               | 1.ª                   | 15   | 3    | -  | -  | -            | -            | 15   | 3    | 0.20 |
| Perpignan F. C. | 1956-57               | 2.ª                   | 13   | 4    | -  | -  | -            | -            | 13   | 4    | 0.31 |
| Elche C. F. | 1957-58               | 3.ª                   | 12?  | 25?  | -  | -  | -            | -            | 0+   | 0+   | 0    |
| Elche C. F. | 1958-59               | 2.ª                   | 28   | 4    | 4  | 2  | -            | -            | 32   | 6    | 0.19 |
| Elche C. F. | 1959-60               | 1.ª                   | 27   | 5    | 9  | 6  | -            | -            | 36   | 11   | 0.31 |
| Total Elche C. F. | Total Elche C. F.     | Total Elche C. F.     | 55+  | 9+   | 13 | 8  | 0            | 0            | 80?  | 42?  | 0.53 |
| Total carrera | Total carrera         | Total carrera         | 417+ | 240+ | 83 | 49 | 4            | 3            | 504+ | 292+ | 0.58 |
| (1) Resaltados los goles que le proclamaron máximo goleador del campeonato. (2) Incluye datos de la Copa de España (1940-60): Copa Eva Duarte (1948-49 y 1951-52). Promoción de ascenso (1940-41). (3) Incluye datos de la Copa Latina (1948-49 y 1951-52). (4) No incluye goles en partidos amistosos. |                       |                       |      |      |    |    |              |              |      |      |      |

### Entrenador
| Club                       | País   | Año         |
| -------------------------- | ------ | ----------- |
| Elche CF                   | España | 1959 - 1960 |
| Real Zaragoza              | España | 1960 - 1963 |
| F. C. Barcelona            | España | 1963 - 1964 |
| RCD Mallorca               | España | 1965 - 1966 |
| Celta de Vigo              | España | 1966 - 1967 |
| Real Betis Balompié        | España | 1967        |
| Real Zaragoza              | España | 1968 - 1969 |
| Hércules CF                | España | 1969 - 1971 |
| RCD Mallorca               | España | 1973 - 1975 |
| Unió Esportiva Sant Andreu | España | 1975 - 1976 |

## Títulos

### Torneos nacionales
| Título             | Club            | País   | Año  |
| ------------------ | --------------- | ------ | ---- |
| Campeonato de Liga | F. C. Barcelona | España | 1945 |
| Campeonato de Liga | F. C. Barcelona | España | 1948 |
| Campeonato de Liga | F. C. Barcelona | España | 1949 |
| Copa Eva Duarte    | F. C. Barcelona | España | 1949 |
| Campeonato de Liga | F. C. Barcelona | España | 1952 |
| Copa Eva Duarte    | F. C. Barcelona | España | 1952 |
| Campeonato de Liga | F. C. Barcelona | España | 1953 |
| Copa Eva Duarte    | F. C. Barcelona | España | 1953 |
| Copa               | F. C. Barcelona | España | 1951 |
| Copa               | F. C. Barcelona | España | 1952 |
| Copa               | F. C. Barcelona | España | 1953 |

### Torneos internacionales
| Título      | Club            | Sede   | Año  |
| ----------- | --------------- | ------ | ---- |
| Copa Latina | F. C. Barcelona | Madrid | 1949 |
| Copa Latina | F. C. Barcelona | París  | 1952 |

### Distinciones individuales
| Distinción                 | Año  |
| -------------------------- | ---- |
| Trofeo Pichichi (28 goles) | 1949 |